# LIFT International
LIFT International, anciennement connu sous le nom de Nvader, est une organisation non gouvernementale (ONG) confessionnelle, dont la mission est de « lutter contre le trafic sexuel »,. Les enquêteurs de Nvader se rendent sous couverture dans des lupanars d'Asie du Sud-Est pour sauver des victimes de trafic sexuel. Les victimes sont identifiées, retirées des lieux et placées dans des centres de suivi. Les enquêteurs de Nvader recueillent des preuves à utiliser pour poursuivre les personnes coupables de traite et d'infractions liées à la traite,.

## Contexte
Nvader a été fondé en 2009 par Daniel Walker (un pseudonyme), un ancien détective de la police de Christchurch, en Nouvelle-Zélande. L'organisation est devenue opérationnelle en 2012 et son premier déploiement en Asie du Sud-Est a eu lieu en octobre 2012,.
Au cours de ces mêmes années, alors qu'il travaillait pour des organisations américaines, il a mené des enquêtes secrètes dans 13 pays au total. Il se ferait passer pour un client potentiel, ou un voyagiste sexuel, afin de trouver des victimes de trafic sexuel. Il utilisait des caméras pour enregistrer les transactions et parler aux victimes pour recueillir des preuves qui pourraient être utilisées pour poursuivre les personnes coupables de traite et d'infractions liées à la traite. Walker a noté qu'au cours de ce travail, les meilleures pratiques n'étaient souvent pas appliquées. Il partait souvent en mission en solitaire et n'était pas correctement briefé,. Walker a appliqué les connaissances acquises au cours de ces quatre années à la création et au bon fonctionnement de Nvader. Certaines des meilleures pratiques utilisées par l'organisation incluent des déploiements d'une durée maximale de deux semaines à la fois et des séances de débriefing pour les travailleurs après chaque voyage. Les enquêteurs travaillent en équipe, reçoivent un briefing et un débriefing quotidiens, une supervision psychologique clinique, et les conjoints des membres de l'équipe sont inclus dans la planification et la prise de décision,.
En 2018, Nvader a changé son nom pour LIFT International.

## Travaux
Nvader a sauvé des femmes et des enfants du travail du sexe au Laos et en Thaïlande, les victimes venant d'autres endroits comme le Myanmar et le Vietnam. La Thaïlande et le Laos servent de pays d'origine, de destination et de transit pour tous les types de traite des êtres humains. Le rapport 2015 du département d'État des États-Unis sur la traite des personnes note que « la traite à des fins sexuelles reste un problème important dans le vaste commerce du sexe en Thaïlande ». Le Rapport mondial 2014 sur la traite des personnes de l'Office des Nations unies contre les drogues et le crime indique qu'entre 2010 et 2012, 26 % des victimes de la traite des êtres humains en Asie de l'Est, en Asie du Sud et dans le Pacifique ont été victimes d'exploitation sexuelle.
La stratégie de Nvader comprenait un partenariat avec les agences d'application de la loi, l'établissement de relations avec d'autres ONG, la collaboration avec les agences des Nations unies et les départements gouvernementaux,.

## Succès
En 2014, la publication néo-zélandaise Stuff a rapporté que Nvader avait réussi à retirer 40 femmes et enfants du trafic sexuel en Asie du Sud-Est et avait aidé à poursuivre 14 trafiquants sexuels en 2013. En février 2014, Nvader avait secouru 22 autres femmes et enfants. L'objectif chiffré de Nvader est de sauver 200 000 victimes de trafic sexuel d'ici 2024.